# تافروسور
تافروسور(نام علمی: Taphrosaurus) نام یک سرده از فراراستهٔ خزنده‌بالگان است.